# Antonio Fernández Bordas
Antonio Fernández Bordas (Ourense, Galícia, 12 de gener de 1870 - Madrid, Castella, 18 de febrer de 1950) fou un violinista espanyol.
Al Conservatori de Madrid fou deixeble de Jesús de Monasterio i guanyà, quan amb prou feines tenia onze anys, el primer premi de violí, actuant com a jurat el famós mestre Pablo Sarasate i com a director d'aquest centre el mestre Arrieta. Perfeccionà estudis a Alemanya, fent una llarga tournée de concerts per aquest país, Anglaterra, França i Espanya. Posteriorment guanyà en disputades oposicions la plaça de primer professor de violí i de música de cambra del Reial Conservatori de Madrid, del qual fou secretari fins al febrer de 1921, quan, en jubilar-se el mestre Tomás Bretón, i per unanimitat del Claustre de professors, en fou elegit director.
En el seu temps era considerat per eminents crítics mundials com el primer dels violinistes espanyols, no tan sols per la seva impecable i consumada tècnica, sinó pel seu gust depurat i la seva probitat artística, qualitats que sabia transmetre als deixebles que es formaven en la seva càtedra i entre els que s'hi comptaren notables concertistes i compositors, com per exemple Luis Antón y Sáenz de la Maleta, Gracià Tarragó, Enrique Iniesta Cano, Victorino Echevarría López i d'altres. Molt admirat per Sarasate, hagué de dedicar-li aquest la seva última obra, una difícil fantasia sobre motius de La flauta màgica de Mozart.
Va actuar a Bordeus, Lió i París, amb Alfred Cortot i André Hekking, en trio, i amb Harold Bauer en la Sala Gaveau i Sala dels Agricultors, de París; a Brussel·les amb l'orquestra d'Eugene Isaye; a Oostende amb l'Orquestra del Gran Casino; a Londres amb l'orquestra Wood: a Alemanya va celebrar alguns recitals privats, i nombroses sèries de concerts a Biarritz, Tolosa de Llenguadoc, Baiona, Donostia en el Gran Casino, sol o amb orquestra, havent recorregut triomfalment totes les Societats Filharmòniques d'Espanya.
Actuà a Madrid i a altres grans capitals espanyoles, Barcelona, Bilbao, Sevilla, Còrdova, etc. Va fer sèries de concerts clàssics, sol, amb les orquestres Simfònica i Filharmònica, i en unió d'artistes tan il·lustres com Camille Saint-Saëns, Pablo Sarasate, Pau Casals, Enric Granados, Joaquim Malats i Pilar Fernández de la Mora. Fou primer violí de la Capella Reial, acadèmic de número de la Real Academia de Bellas Artes de San Fernando, professor honorari de les Escoles musicals de Còrdova i Sevilla, cavaller de l'orde de Carles III, oficial d'Instrucció pública de la República francesa i Cavaller de la Legió d'Honor.